# Alexander Stöcker
Alexander Erwin Joachim „Alex“ Stöcker (* 15. November 1896 in Berlin-Friedenau; † 30. Juli 1963 ebenda) war ein deutscher Bildjournalist, Luftfahrtfotograf und Pressefotograf.

## Leben
Stöcker war der Sohn des Architekten und Baumeisters Otto Stöcker. Schon früh interessierte er sich für die Entwicklung der Luftfahrt und trat als Schüler dem Modellflugtechnischen Verein Berlin V.d.M. bei. Als Siebzehnjähriger nahm er mit zwei Modellflugzeugen, einem Eindecker mit zwei Heck-Luftschrauben und einem Eindecker-Entenflugzeug, beides sehr fortschrittliche Entwicklungen, unter Startnummern 1 und 2 an dem Flugwettbewerb der 2. Dresdner Flugmodell-Ausstellung vom 29. Mai bis zum 6. Juni 1914 teil.
1916 bestand er das Abitur und begann ein Maschinenbaustudium an der Technischen Hochschule in Berlin-Charlottenburg, wurde aber bald darauf aufgrund des Ersten Weltkriegs zum Militärdienst eingezogen. Während seiner militärischen Ausbildung erkrankte er schwer, so dass er für den Dienst an der Waffe freigestellt wurde und seine Militärzeit vom Oktober 1916 bis Dezember 1918 als Dienststellenangestellter ableistete, zuletzt in der Kriegsrohstoffabteilung des Kriegsministeriums in Berlin. In dieser Zeit erwachte sein Interesse für die Fotografie; Stöcker trat dem Verband deutscher Illustrationsfotografen bei und begann am 1. Oktober 1918 ein Volontariat bei dem Pressefotografen Alfred Frankl, das er in seiner dienstfreien Zeit absolvierte. 1919 wurde er als Bildjournalist beim Pressebilderdienst A. und E.  Frankl angestellt und hielt in der Folge tagesaktuelle Ereignisse der unruhigen Nachkriegszeit fotografisch fest.
Stöcker gründete am 1. Juli 1921 sein eigenes Unternehmen und verkaufte mit zunehmendem Erfolg seine als Berliner-Bild-Berichte angefertigten Presseerzeugnisse. Zu dieser Zeit begann er auch den sich entwickelnden Segelflug auf den sogenannten Rhön-Segelflugwettbewerben auf der Wasserkuppe zu dokumentieren, was er bis weit in die 1930er Jahre hinein fortführte. Sein Interesse an der Luftfahrt führte dazu, dass Stöcker über fast jede größere Flugveranstaltung der 1920er und 1930er Jahre publizierte und vielfach von Flugzeugfirmen wie Arado, Blohm & Voss oder Focke-Wulf, aber auch von der Lufthansa zur Dokumentation ihrer Flugtechnik engagiert wurde. Nach dem Beginn des Zweiten Weltkriegs führte er unter anderem neben Bilderserien für den Flugzeugbauer Heinkel auch Arbeiten im Auftrag des Militärs aus. Im November 1944 wurde Stöcker zum Volkssturm eingezogen und erlebte das Kriegsende in Berlin. In der Nachkriegszeit entstanden bis 1950 noch einige Arbeiten; danach zog sich Stöcker in Privatleben zurück.
Zu Alexander Stöckers bekanntesten Fotografien gehören die einzigen Aufnahmen der Premiere von Fritz Langs Film Metropolis in Berlin am 10. Januar 1927.
Sein Foto-Atelier befand sich in der Wiesbadener Straße in Berlin-Friedenau.

## Werke (Auswahl)
Fotografie
- Metropolis Film-Premiere, Ufa-Pavillon, Nollendorfplatz, Berlin, 1927[2]

Literatur
- Deutscher Segelflug. Als erster Bildberichterstatter bei den Seglern der Luft. Deutscher Schriftenverlag, Berlin 1937[3]

## Schüler (Auswahl)
- Hans Schaller[4]